# Hypomyces
Hypomyces is een geslacht behorend tot de familie Hypocreaceae van de ascomyceten.

## Kenmerken
Soorten van het geslacht Hypomyes parasiteren alleen de vruchtlichamen van andere schimmels, vooral boletus, paddenstoelachtige en niet-bladige paddenstoelen, en zelden ook ascomyceten. Sommige soorten hebben slechts één tot enkele gastheren, andere hebben een breder scala. De sporen zijn spoelvormig en fijnstekelig; bij veel soorten zijn ze ook wratachtig. Hypomyces-soorten vormen een secundaire vruchtvorm. De vruchtlichamen, de perithecia, zijn ingebed in een felgekleurd hyfennetwerk, het subiculum, dat wordt gevormd op de vruchtlaag van de gastheerschimmels.

## Genera
Volgens Index Fungorum telt het geslacht 117 soorten (peildatum juni 2024):
| Soortnaam                                      | Auteur(s)                                                 | Publicatiejaar |
| ---------------------------------------------- | --------------------------------------------------------- | -------------- |
| Hypomyces aconidialis                          | K. Põldmaa                                                | 2011           |
| Hypomyces albidus (Dennenbloedzwameter)        | Rehm                                                      | 1903           |
| Hypomyces amaniticola                          | Z.Q. Zeng & W.Y. Zhuang                                   | 2016           |
| Hypomyces amaurodermatis                       | Rogerson & Samuels                                        | 1993           |
| Hypomyces ampullaris                           | Jing Z. Sun                                               | 2021           |
| Hypomyces apiculatus                           | (Cooke & Peck) Seaver                                     | 1910           |
| Hypomyces arecae                               | Bacc.                                                     | 1902           |
| Hypomyces arenaceus                            | A.L. Sm.                                                  | 1901           |
| Hypomyces armeniacus (Russulazwameter)         | Tul. & C. Tul.                                            | 1860           |
| Hypomyces asclepiadis                          | Zerova                                                    | 1937           |
| Hypomyces aurantius (Oranje zwameter)          | (Pers.) Fuckel                                            | 1870           |
| Hypomyces auriculariicola                      | K. Põldmaa & Samuels                                      | 2004           |
| Hypomyces australasiaticus                     | K. Põldmaa                                                | 2011           |
| Hypomyces australiensis                        | Höhn.                                                     | 1909           |
| Hypomyces australis                            | (Mont.) Höhn.                                             | 1910           |
| Hypomyces badius                               | Rogerson & Samuels                                        | 1989           |
| Hypomyces batavus                              | G.R.W. Arnold                                             | 1972           |
| Hypomyces biasolettianus                       | (Corda) Sacc. & D. Sacc.                                  | 1905           |
| Hypomyces boleti                               | Jing Z. Sun, Xing Z. Liu & K.D. Hyde                      | 2019           |
| Hypomyces boletinus                            | Peck                                                      | 1904           |
| Hypomyces boletiphagus                         | Rogerson & Samuels                                        | 1989           |
| Hypomyces bresadolae                           | Sacc. & D. Sacc.                                          | 1903           |
| Hypomyces bresadolanus                         | Möller                                                    | 1901           |
| Hypomyces camphorati                           | Peck                                                      | 1906           |
| Hypomyces caulicola                            | Henn.                                                     | 1902           |
| Hypomyces cervinus (Kluifzwameter)             | Tul. & C. Tul.                                            | 1865           |
| Hypomyces chlorinus                            | Tul. & C. Tul.                                            | 1860           |
| Hypomyces chrysospermus (Goudgele zwameter)    | (Bull.) Tul. & C. Tul.                                    | 1860           |
| Hypomyces completiopsis                        | Z.Q. Zeng & W.Y. Zhuang                                   | 2016           |
| Hypomyces completus                            | (G.R.W. Arnold) Rogerson & Samuels                        | 1989           |
| Hypomyces convivus                             | Bacc.                                                     | 1902           |
| Hypomyces corticiicola                         | K. Põldmaa                                                | 1999           |
| Hypomyces dactylarioides                       | G.R.W. Arnold                                             | 1972           |
| Hypomyces destruens-equi                       | Breda de Haan & Hoogk. Niet                               | 1903           |
| Hypomyces ekmanii                              | Petr. & Cif.                                              | 1930           |
| Hypomyces ellipsosporus                        | Zare & W. Gams                                            | 2016           |
| Hypomyces favoli                               | Samuels, K. Põldmaa & Lodge                               | 1997           |
| Hypomyces fistulinae                           | Jing Z. Sun, Xing Z. Liu & K.D. Hyde                      | 2019           |
| Hypomyces flavolanatus                         | Petch                                                     | 1917           |
| Hypomyces fulgens                              | (Fr.) P. Karst.                                           | 1873           |
| Hypomyces gabonensis                           | K. Põldmaa                                                | 2011           |
| Hypomyces galericola                           | Henn.                                                     | 1902           |
| Hypomyces gamsii                               | Crous & Akulov                                            | 2020           |
| Hypomyces hrubyanus                            | Petr.                                                     | 1934           |
| Hypomyces hubeiensis                           | Z.Q. Zeng & W.Y. Zhuang                                   | 2019           |
| Hypomyces hyacinthi                            | Sorauer                                                   | 1908           |
| Hypomyces hyalinus                             | (Schwein.) Tul. & C. Tul.                                 | 1860           |
| Hypomyces iranicus                             | O. Karimi                                                 | 2022           |
| Hypomyces javanicus                            | Höhn.                                                     | 1909           |
| Hypomyces khaoyaiensis                         | K. Põldmaa & Samuels                                      | 2004           |
| Hypomyces lactifluorum                         | (Schwein.) Tul. & C. Tul.                                 | 1860           |
| Hypomyces laeticolor                           | Tokiwa & Okuda                                            | 2005           |
| Hypomyces lateritius (Bleke zwameter)          | (Fr.) Tul. & C. Tul.                                      | 1860           |
| Hypomyces leotiicola (Glibberzwameter)         | Rogerson & Samuels                                        | 1985           |
| Hypomyces linearis                             | Rehm                                                      | 1900           |
| Hypomyces linkii (Champignonzwameter)          | Tul. & C. Tul.                                            | 1865           |
| Hypomyces lithuanicus                          | Heinr.-Norm.                                              | 1969           |
| Hypomyces luteovirens                          | (Fr.) Tul. & C. Tul.                                      | 1860           |
| Hypomyces macrosporus                          | Seaver                                                    | 1910           |
| Hypomyces melanocarpus                         | Rogerson & Mazzer                                         | 1971           |
| Hypomyces melanochlorus                        | Rogerson & Samuels                                        | 1989           |
| Hypomyces microspermus (Kleinsporige zwameter) | Rogerson & Samuels                                        | 1989           |
| Hypomyces miliarius                            | Tul. & C. Tul.                                            | 1865           |
| Hypomyces mycogones                            | Rogerson & Samuels                                        | 1985           |
| Hypomyces mycophilus                           | Rogerson & Samuels                                        | 1993           |
| Hypomyces niveus                               | Henn.                                                     | 1908           |
| Hypomyces novae-zelandiae                      | Dingley                                                   | 1951           |
| Hypomyces ochraceus                            | (Pers.) Tul. & C. Tul.                                    | 1865           |
| Hypomyces odoratus (Kamferzwameter)            | G.R.W. Arnold                                             | 1964           |
| Hypomyces orthosporus                          | K. Põldmaa                                                | 1996           |
| Hypomyces pallidus                             | Petch                                                     | 1920           |
| Hypomyces papulasporae (Aardtongzwameter)      | Rogerson & Samuels                                        | 1985           |
| Hypomyces parvisporus                          | (G. Winter) Höhn. ex Weese                                | 1916           |
| Hypomyces parvus                               | Petch                                                     | 1945           |
| Hypomyces peltigericola                        | Lechat & Gardiennet                                       | 2016           |
| Hypomyces penicillatus                         | Tokiwa & Okuda                                            | 2005           |
| Hypomyces pergamenus                           | Rogerson & Samuels                                        | 1993           |
| Hypomyces petchii                              | G.R.W. Arnold                                             | 1972           |
| Hypomyces polyporinus                          | Peck                                                      | 1874           |
| Hypomyces porphyreus                           | Rogerson & Mazzer                                         | 1971           |
| Hypomyces pseudocorticiicola                   | Tokiwa & Okuda                                            | 2005           |
| Hypomyces pseudolactifluorum                   | F.M. Yu, Q. Zhao & K.D. Hyde                              | 2020           |
| Hypomyces pseudopolyporinus                    | Samuels & Rogerson                                        | 1986           |
| Hypomyces puertoricensis                       | Samuels, K. Põldmaa & Lodge                               | 1997           |
| Hypomyces robledoi                             | K. Põldmaa                                                | 2007           |
| Hypomyces rosellus (Hangende zwameter)         | (Alb. & Schwein.) Tul. & C. Tul.                          | 1860           |
| Hypomyces rostratus                            | K. Põldmaa                                                | 1999           |
| Hypomyces samuelsii                            | K. Põldmaa                                                | 2011           |
| Hypomyces semicircularis                       | (G.R.W. Arnold, R. Kirschner & Chee J. Chen) R. Kirschner | 2017           |
| Hypomyces semitranslucens                      | G.R.W. Arnold                                             | 1971           |
| Hypomyces sepulchralis                         | Pat.                                                      | 1902           |
| Hypomyces siamensis                            | K. Põldmaa & Samuels                                      | 2004           |
| Hypomyces sibirinae                            | Rogerson & Samuels                                        | 1990           |
| Hypomyces sichuanensis                         | Jing Z. Sun                                               | 2021           |
| Hypomyces sinicus                              | W.Y. Zhuang, Shuang L. Chen, Z.Q. Zeng & H.D. Zheng       | 2012           |
| Hypomyces spadiceus (Roodbruine melkzwameter)  | Fr. ex Th. Fr.                                            | 1873           |
| Hypomyces stephanomatis (Bekerzwameter)        | Rogerson & Samuels                                        | 1985           |
| Hypomyces stereicola                           | Henn.                                                     | 1903           |
| Hypomyces subaurantius                         | Heinr.-Norm.                                              | 1969           |
| Hypomyces subglobosus                          | Zare & W. Gams                                            | 2016           |
| Hypomyces subiculosus                          | (Berk. & M.A. Curtis) Höhn.                               | 1910           |
| Hypomyces succineus                            | Rogerson & Samuels                                        | 1992           |
| Hypomyces sympodiophorus                       | Rogerson & Samuels                                        | 1993           |
| Hypomyces thailandicus                         | K. Põldmaa & Samuels                                      | 2003           |
| Hypomyces thiryanus                            | Maire                                                     | 1899           |
| Hypomyces torminosus                           | (Durieu & Mont.) Tul. & C. Tul.                           | 1865           |
| Hypomyces triseptatus                          | Rossman & Rogerson                                        | 1981           |
| Hypomyces tubariicola                          | (W. Gams) Zare & W. Gams                                  | 2016           |
| Hypomyces tuberosus                            | Tul. & C. Tul.                                            | 1865           |
| Hypomyces villosus                             | Samuels & Rogerson                                        | 1986           |
| Hypomyces virescens                            | G.R.W. Arnold & K. Põldmaa                                | 2011           |
| Hypomyces viridigriseus                        | K. Põldmaa & Samuels                                      | 1997           |
| Hypomyces viridis (Groene zwameter)            | P. Karst.                                                 | 1873           |
| Hypomyces volemi                               | Peck                                                      | 1900           |
| Hypomyces vuilleminianus                       | Maire                                                     | 1899           |
| Hypomyces xyloboli                             | K. Põldmaa                                                | 2003           |
| Hypomyces yunnanensis                          | Z.Q. Zeng & W.Y. Zhuang                                   | 2016           |